# Никола Мараш
Никола Мараш (серб. Nikola Maraš / Никола Мараш, 19 грудня 1995, Белград) — сербський футболіст, захисник клубу «Рад».

## Біографія

### Клубна кар'єра
Народився 19 грудня 1995 року в Белграді. Вихованець клубу «Рад» з рідного міста. В першій команді дебютував 26 травня 2013 року в матчі Суперліги проти «Радничок» (Ниш) (3:1). З сезону 2014/15 став основним гравцем клубу і незабаром отримав капітанську пов'язку.
Влітку 2016 року футболістом зацікавилось київське «Динамо» та бельгійський «Гент».

### Збірна
З 2013 року залучався до матчів молодіжної збірної, а з 2015 — до молодіжної. 2016 року у складі збірної до 21 року став фіналістом Турніру пам'яті Валерія Лобановського, на якому відзначився голом у ворота австрійців.